# Taisha Abelar
Taisha Abelar o Anna Marie Carter, cuyo nombre de nacimiento habría sido Maryann Simko, fue una antropóloga y escritora estadounidense.
Compartió enseñanzas durante aproximadamente veinte años con el también antropólogo Carlos Castaneda y junto con él, fue una de las aprendices del hombre yaqui don Juan Matus. Se especula que el 29 de abril de 1998 –dos días después del fallecimiento de Castaneda– ella también habría fallecido suicidándose junto con Florinda Donner, Kylie Lundahl, Patricia Partin, y Talia Bey, que serían algunos nombres de otras de compañeras aprendices. Su cuerpo nunca fue descubierto